# جوزيف نان
جوزيف نان (بالفرنسية: Joseph Nane)‏ (12 مارس 1987 بياوندي في الكاميرون - ) هو لاعب كرة قدم كاميروني في مركز الوسط. لعب مع كولورادو رابيدز ونادي تورونتو ونيويورك كوسموس وNew York Cosmos (2010) ‏ وسان أنتونيو سكوربيونز وVirginia Beach Piranhas ‏ وأوكزهيتبيس ‏.

## وصلات خارجية
- جوزيف نان على موقع الدوري الأمريكي (الإنجليزية)
- جوزيف نان على موقع قاعدة بيانات كرة القدم.إي يو (الإنجليزية)
- جوزيف نان على موقع Soccerway.com (الإنجليزية)
- جوزيف نان على موقع عالم كرة القدم.نت (الإنجليزية)